# Onze-Lieve-Vrouw-Tenhemelopnemingskerk (Veulen)
De Onze-Lieve-Vrouw-Tenhemelopnemingskerk is een kerkgebouw in Veulen in de Belgische gemeente Heers in de provincie Limburg. De kerk staat in de hoek van de Nieuwe Steenweg en de Kerkstraat en wordt omgeven door een ommuurd kerkhof.
De kerk is de parochiekerk van het dorp en is gewijd aan de Onze-Lieve-Vrouw-Tenhemelopneming.

## Opbouw
Het basilicale gebouw is een kruisbasiliek en bestaat uit een gedeeltelijk ingebouwde westtoren, een driebeukig schip met vier traveeën, een transept en een driezijdig gesloten koor met twee rechte traveeën. Aan weerszijden van het koor bevinden zich zijkoren van twee traveeën, een sacristie aan de zuidzijde en een oratorium aan de noordzijde.
De toren heeft drie geledingen, waarvan de onderste twee in romaanse stijl in een vrij regelmatig verband van breuksteen (silex) opgetrokken zijn met hoekbanden van mergelsteen. De andere delen van de toren zijn opgetrokken in mergelsteen op een plint van hardsteen in gotische en neogotische stijl. De geledingen van de toren worden van elkaar gescheiden met waterlijsten in hardsteen. De toren heeft verder in de tweede geleding van de westgevel een oculus in de vorm van een vierpas, in de bovenste geleding aan iedere zijde een spitsboogvormig galmgat met maaswerk (bifora) en wordt gedekt door een ingesnoerde naaldspits met leien.
Er zijn steunberen aangebracht bij het schip, de zijkoren en het koor zelf en hebben een afwerking in hardsteen. De ramen zijn met maaswerk voorziene spitsboogvensters. In de zuidzijde bevindt zich een korfboogvormig portaal opgetrokken in mergelsteen en hardsteen.
Het interieur is opgetrokken in mergelsteen. Tussen het schip en de beide zijbeuken bevinden zich spitsboogarcades op zuilen van mergelsteen met hardstenen sokkels en knoppenkapiteel. Ook tussen het koor en de zijkoren bevindt zich een spitsboogarcade, maar deze op zuilen van hardsteen. De middenbeuk heeft een houten zoldering die beschilderd is, de zijbeuken hebben eveneens een houten zoldering, naar de vorm van het lessenaarsdak. Boven het transept bevindt zich een spitstongewelf. Boven de rechte koortraveeën bevindt zich een kruisribgewelf in mergelsteen en boven de koorsluiting een straalgewelf. De ribben worden gedragen door gesculpteerde consoles op colonnetten.

## Geschiedenis
Het oudste kerkgebouw van Veulen was een kapel die afhankelijk was van de kerk van Heers. De tienden van deze kapel en diens moederkerk waren toen in bezit van de Sint-Laurentabdij van Luik. De onderbouw van de toren stamt wellicht van dit gebouw en stamde uit de 13e eeuw.
In 1450 werd Veulen een zelfstandige parochie.
In de periode 1450-1460 werd waarschijnlijk de kerk verbouwd. Gotische resten en de middenbeuk stammen van deze periode. De kerk was toen waarschijnlijk tweebeukig met een zijkapel voor de plaatselijke heer en aan de noordzijde van het koor een sacristie.
In 1606 werd de zijkapel vergroot.
In 1609 werd de toren gerestaureerd.
In 1776 werden aan de kerk en de toren belangrijke herstelwerkzaamheden uitgevoerd. Tevens wordt er begonnen met de bouw van een tweede zijbeuk, die pas in 1835 volledig is afgewerkt.
In 1861 werd de toren voorzien van een hardstenen plint en nieuwe kroonlijsten. Tevens wordt er de muur rond het kerkhof gebouwd.
In 1910-1911 vindt er een restauratie plaats waarbij het gebouw tevens wordt vergroot. Dit gebeurde door H. Martens (Stevoort) en V. Lenertz (Leuven). Daarbij werden de zijbeuken afgebroken en vervangen, waarbij er een pseudo-transept wordt toegevoegd. Ook werd het koor vervangen door een groter dat voorzien is van twee kapellen en een naast de sacristie gelegen oratorium. Tevens wordt de oude kerkhofmuur afgebroken en komt daarvoor in de plaats de huidige kerkhofmuur.